# Narwiliszki

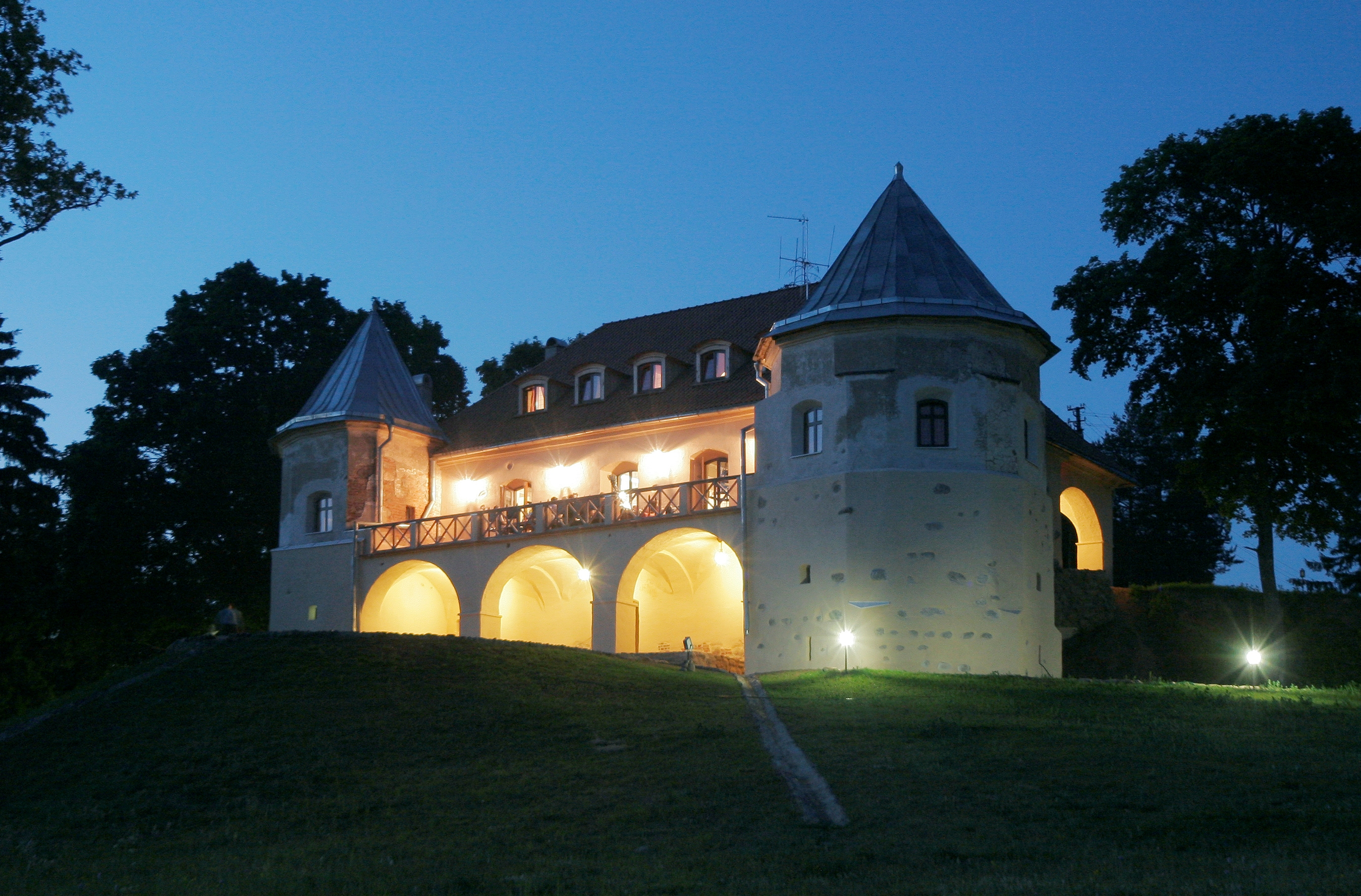
Zamek w Narwiliszkach

Narwiliszki (lit. Norviliškės) − wieś na Litwie, w okręgu wileńskim, w rejonie solecznickim, w gminie Dziewieniszki, leżąca w pobliżu granicy państwowej z Białorusią.

## Historia
W czasach zaborów miasteczko i folwark w gminie Dziewieniszki, w powiecie oszmiańskim, w guberni wileńskiej Imperium Rosyjskiego
W latach 1921–1945 miasteczko i wieś leżały w Polsce, w województwie wileńskim, w powiecie oszmiańskim, w gminie Dziewieniszki.
W 1931 miasteczko w 6 domach zamieszkiwało 18 osób; wieś w 26 domach – 147 osób.
Wierni należeli do miejscowej parafii rzymskokatolickiej. Miejscowość podlegała pod Sąd Grodzki w Holszanach i Okręgowy w Wilnie; właściwy urząd pocztowy mieścił się w Dziewieniszkach.
We wsi znajduje się zrekonstruowany renesansowy zamek. W Narwiliszkach znajduje się kościół pw. Najświętszej Maryi Panny Matki Miłosierdzia, wzniesiony w 1929 roku na miejscu dawnego kościoła oraz zabytkowa dzwonnica. W latach 1934–1939 proboszczem w parafii Narwiliszki, był ksiądz Stefan Kiwiński, późniejszy kapelan wojskowy, żołnierz Armii Andersa. W 1945 roku tamtejszą parafię skasowały władze komunistyczne. 